# Гексагидридоалюминат лития
Гексагидридоалюминат лития — неорганическое соединение,
комплексный гидрид лития и алюминия с формулой Li3AlH6,
бесцветные (белые) кристаллы,
реагирует с водой,
самовоспламеняется на воздухе.

## Получение
- Реакция алюмогидрида лития и н-бутиллития:

{\displaystyle {\mathsf {LiAlH_{4}+2C_{4}H_{9}Li\ {\xrightarrow {}}\ Li_{3}AlH_{6}+2C_{4}H_{10}}}}

## Физические свойства
Гексагидридоалюминат лития образует бесцветные (белые) кристаллы,
тригональной сингонии,
пространственная группа R 3,
параметры ячейки a = 0,80487 нм, c = 0,94532 нм.
При давлении 18,6 GPa (186 тыс. атм) происходит переход в фазу
кубической сингонии,
пространственная группа I a3,
параметры ячейки a = 0,88532 нм.
При давлении 28,9 GPa (289 тыс. атм) происходит переход в фазу
кубической сингонии,
пространственная группа F d3,
параметры ячейки a = 1,39015 нм.
При давлении 68,8 GPa (688 тыс. атм) происходит переход в фазу
ромбической сингонии,
пространственная группа P na21,
параметры ячейки a = 0,92173 нм, b = 0,79755 нм, c = 0,47258 нм
.

## Химические свойства
- Разлагается при нагревании:

{\displaystyle {\mathsf {2Li_{3}AlH_{6}\ {\xrightarrow {180-220^{o}C}}\ 6LiH+2Al+3H_{2}}}}